# Мечеть Коджатепе
Мече́ть Коджатепе́ (тур. Kocatepe Camii) — крупнейшая мечеть и одна из главных достопримечательностей Анкары. Расположена в одноимённом районе к югу от исторического центра города.

## История
Строительство мечети началось в 1967 году. Первоначальный проект архитектора Ведата Далокая предусматривал постройку современной мечети, однако позже городские власти пересмотрели решение и отдали предпочтение мечети в классическом стиле по проекту архитектора Хюсрева Тайлы. Строительство длилось 20 лет и было завершено в 1987 году. Мечеть Коджатепе окружена четырьмя минаретами и увенчана большим куполом, в стиле классических османских мечетей. Высота основного купола составляет 48,5 м, а его диаметр — 25,5 м. Высота минаретов, украшенных позолоченными полумесяцами, составляет 88 м. Общая площадь мечети составляет 4288 м²
Внутри мечеть украшена витражами и золотыми пластинками, огромными хрустальными люстрами, декоративной плиткой, а также отделана мрамором. По центру её находится модель мечети Масджид ан-Набави, расположенной в Медине, которую подарил в 1993 году король Саудовской Аравии Абдель Азиз президенту Турции Сулейману Демирелю.
В подземных помещениях размещены чайные и один из крупнейших в городе супермаркетов, арендная плата которого финансирует мечеть.

## Галерея

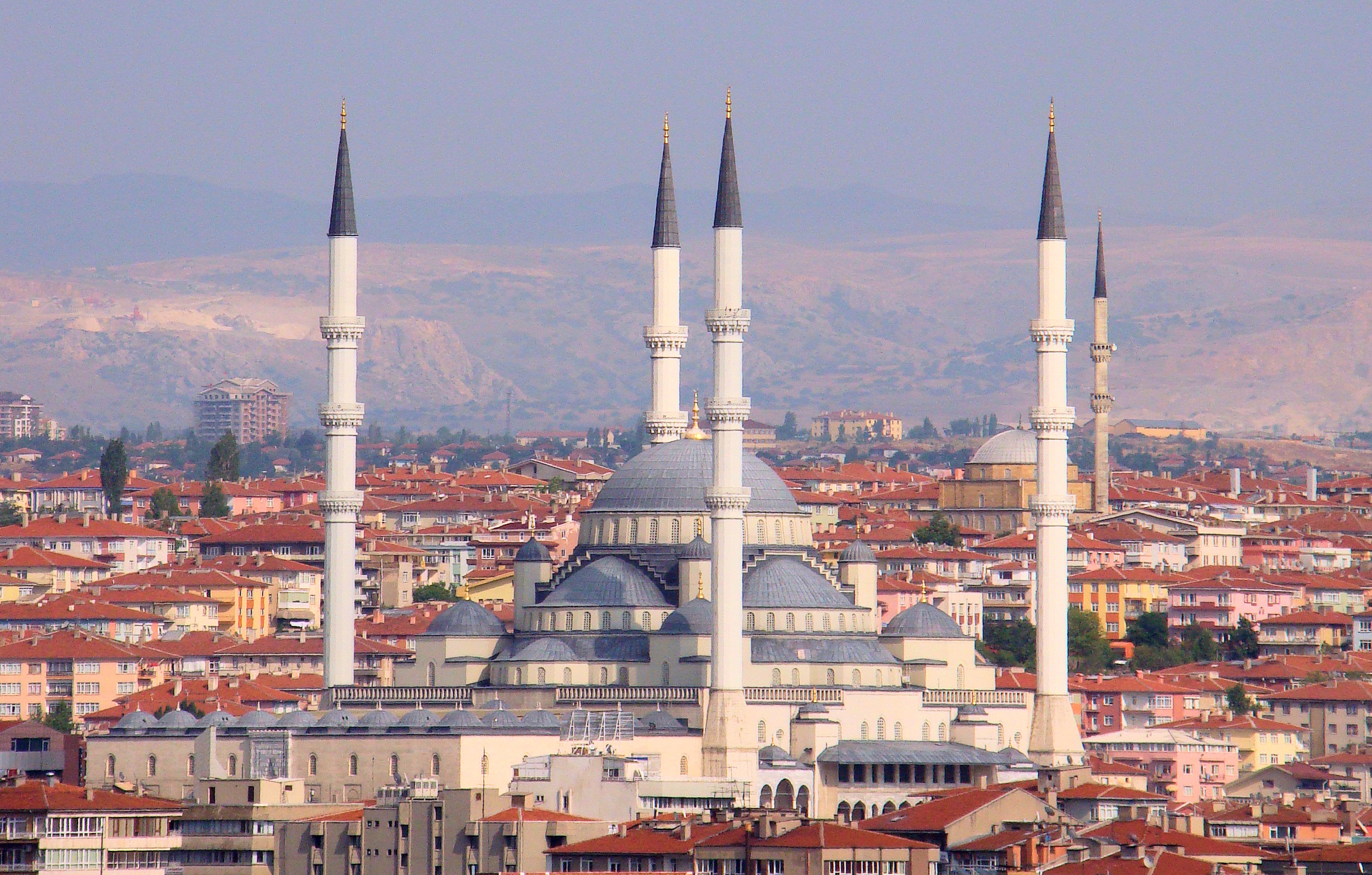
Вид на мечеть
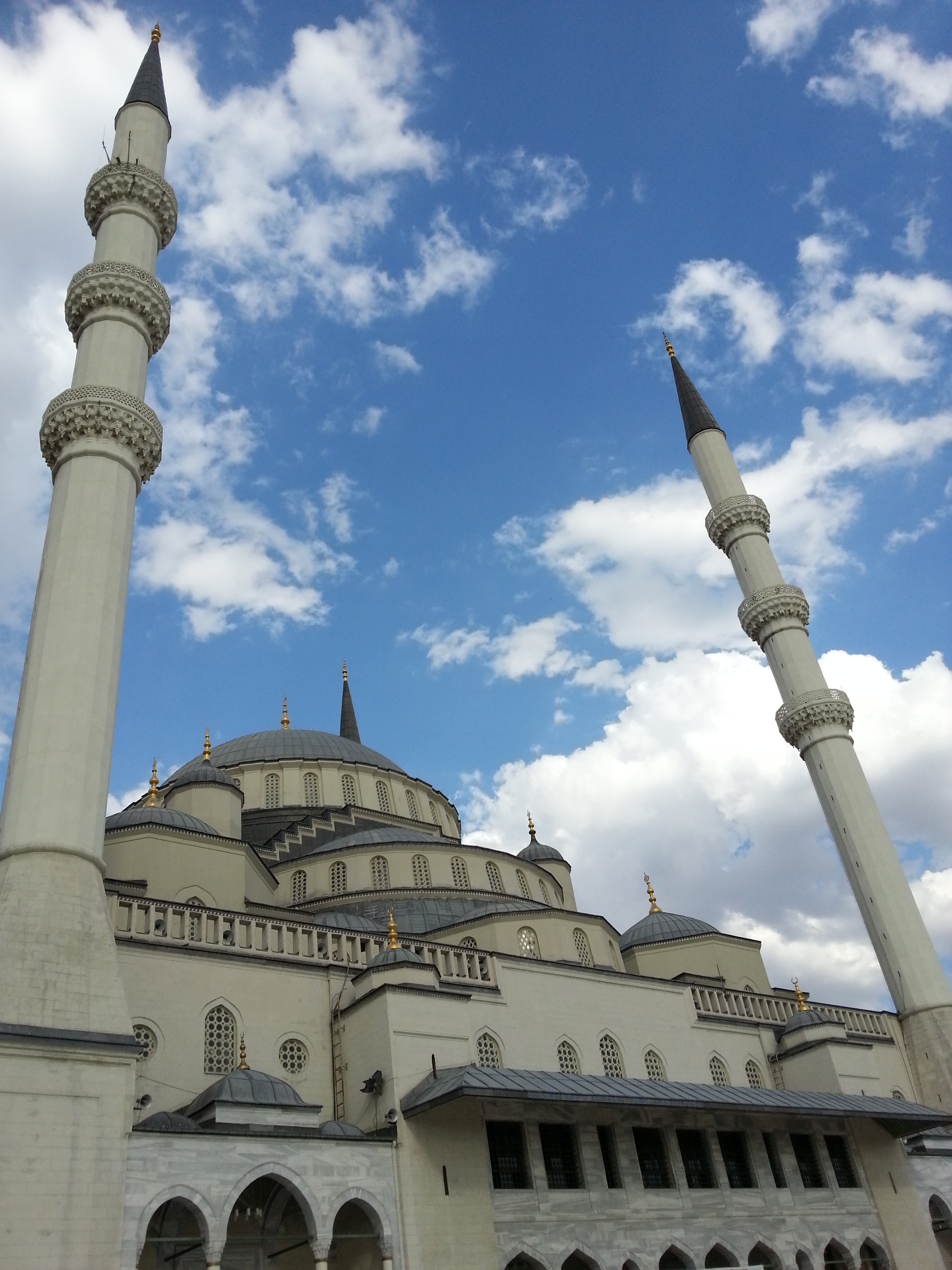
Купола и минареты
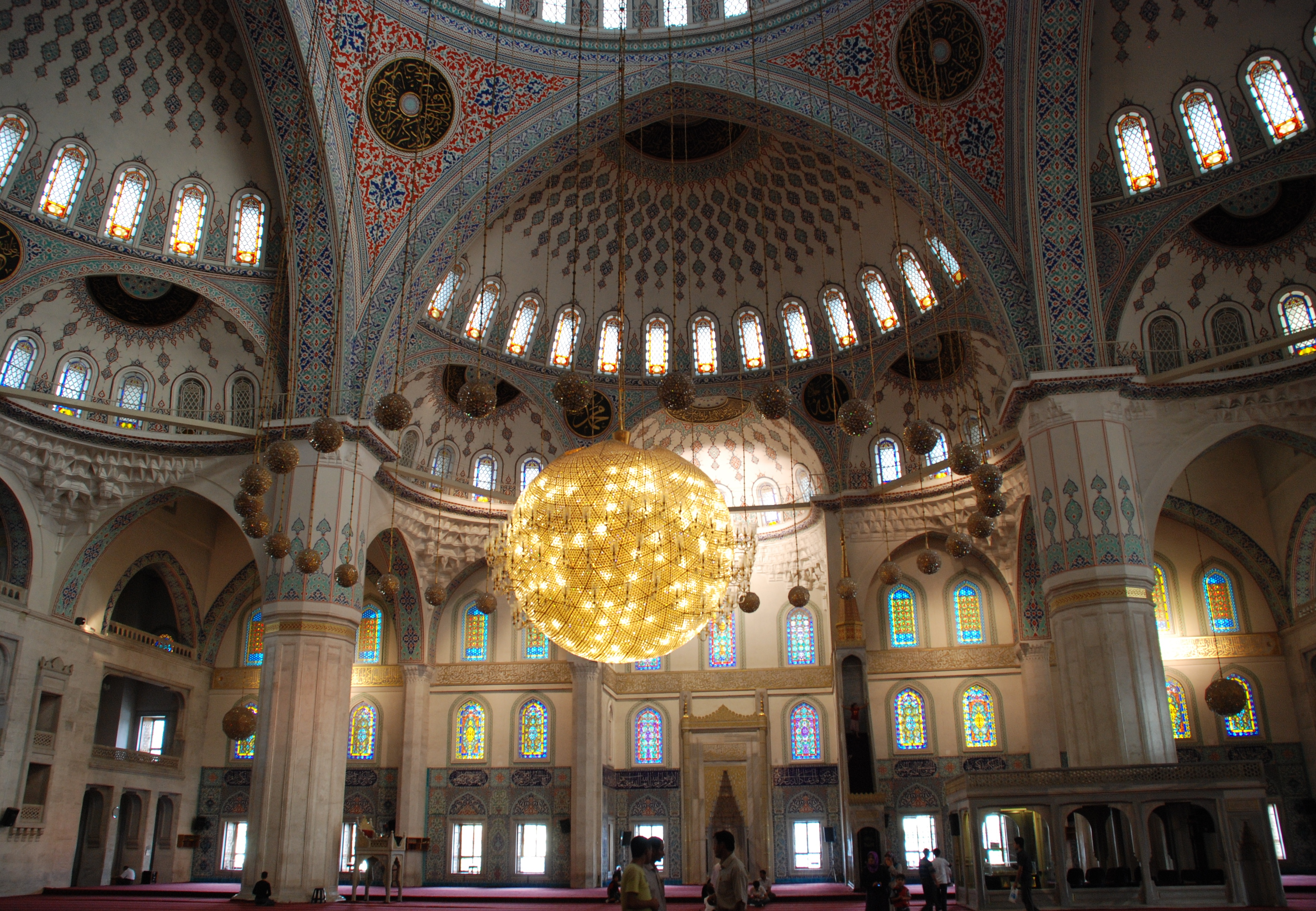
Внутренний вид центрального купола
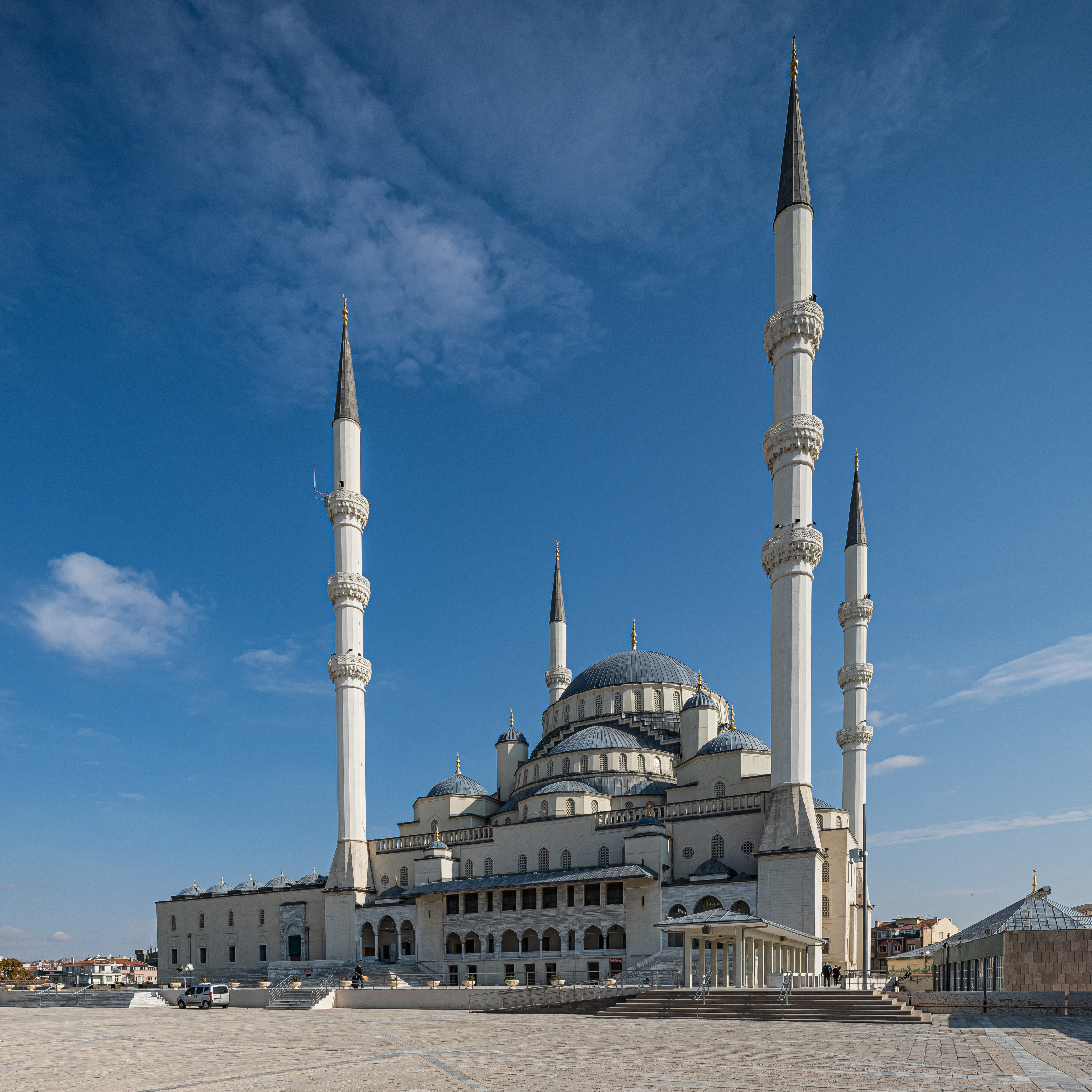
Передний вид Мечети Коджатепе
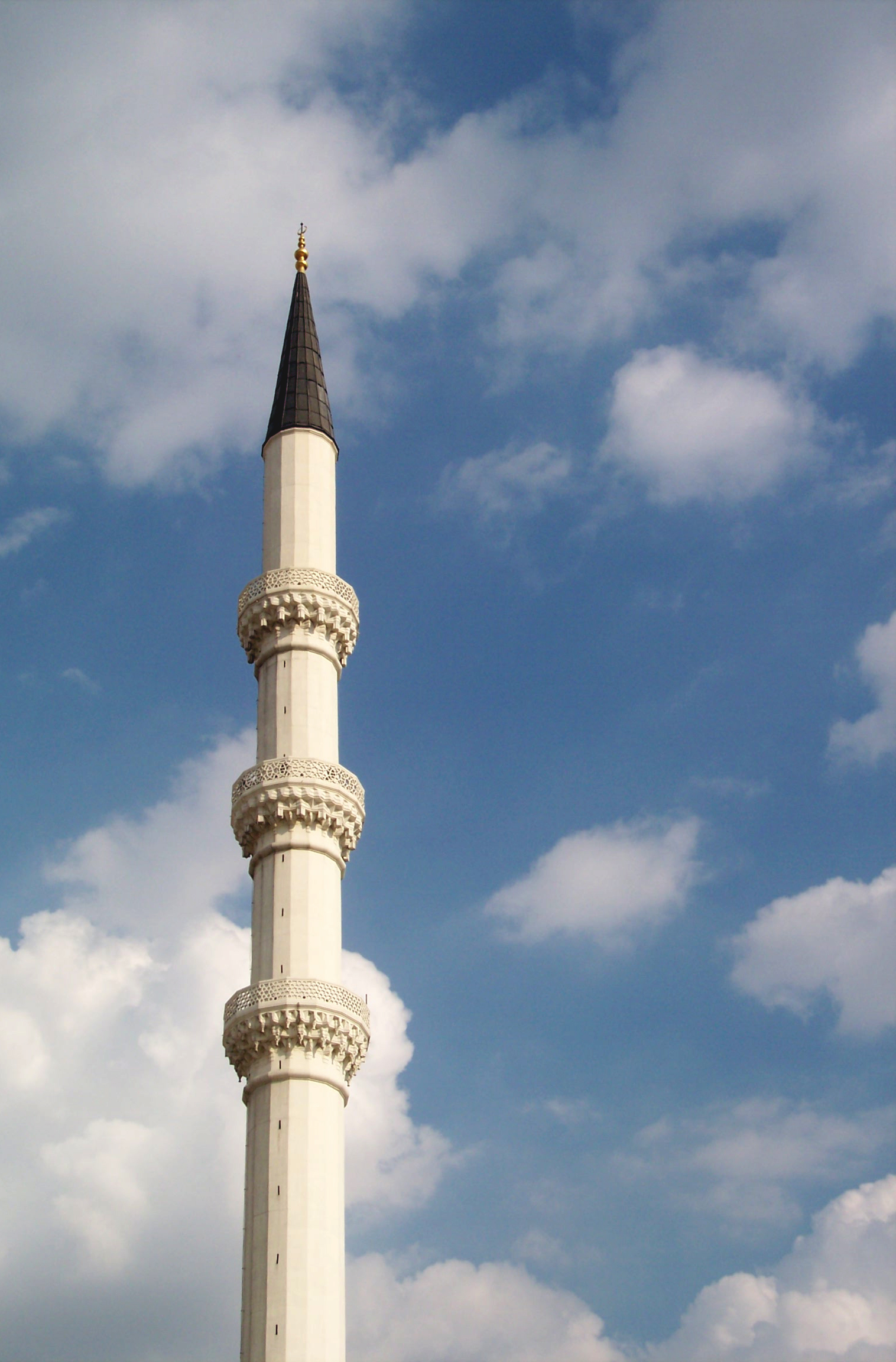
Минарет